# YuruYuri
YuruYuri (ゆるゆり?) es una serie de manga escrita e ilustrada por Namori que inició su serialización el 18 de junio de 2008 en la revista Comic Yuri Hime S de la editorial Ichijinsha. Más tarde, cambió su serialización a la revista Comic Yuri Hime de la misma editorial. Una serie de anime con título homónimo fue anunciada en enero del 2011. Tiene otra serie anime realizada en el 2012 con el nombre de "YuruYuri ♪♪". El primer episodio se emitió el 4 de julio de 2011. A principios de 2014 se anunció una OVA llamada "YuruYuri Nachuyachumi!" que se estrenó en cines el 29 de noviembre de ese mismo año y salió a la venta 3 meses después, el 18 de febrero de 2015. Más tarde se anunció en su página oficial que saldrían otros dos OVAS llamados "YuruYuri Nachuyachumi +", uno en agosto y otro en septiembre a la vez que también se confirmó la tercera temporada de la serie que se emitió entre el 6 de octubre y el 21 de diciembre de 2015.

## Argumento
La historia de la serie gira en torno a las cómicas situaciones que vive un grupo de 4 chicas de secundaria que forman el llamado "Gorakubu" (ごらく部?) que se podría traducir como "Club de Entretenimiento". Fuera del grupo principal de amigas, están las 4 integrantes del consejo estudiantil y algunos personajes más que aparecen con menor frecuencia.
Cabe destacar que durante la serie se hace una broma recurrente acerca de la poca presencia de la protagonista de la serie, Akari Akaza, por lo que la serie a veces se desarrolla tomando a otros personajes como protagonistas durante ciertos capítulos, especialmente a Kyōko Toshinō.

## Personajes

### Gorakubu
Akari Akaza (赤座 あかり Akaza Akari?)
Seiyū: Shiori Mikami
A veces llamada "Akkarin", Akari es, al parecer, la protagonista de la serie junto a Kyōko. Al principio, parecía la persona ideal para ser la protagonista principal pero con el pasar de episodios se va perdiendo esa esencia. Ella es muy buena y honesta en extremo lo que la hace especial, aunque su falta de presencia la hace pasar desapercibida. Dentro de los matices de los personajes de la serie, ella es una persona "común y corriente" que no resalta en comparación con las claras tendencias de los otros personajes, considerando que sus rodetes de pelo en su cabeza son su única característica física especial (aunque su hermana tenga unos también). Akari es casi siempre el punto fácil de burlarse tanto en el anime como el manga, y, debido a su poca presencia, se volvió la broma más famosa del anime y manga. Kyoko y Yui son sus amigas de la infancia, mientras que Chinatsu, Sakurako y Himawari son sus amigas nuevas y compañeras de clase. Su hermana está enamorada secretamente de ella. Una broma muy famosa es que cuando los personajes la ignoran ella lloriquea, y después de unos segundos dice Akkarin! y se ve transparente y trazada con líneas. A partir de la segunda y tercera temporada su papel desarrolla más protagonismo.
Kyōko Toshinō (歳納 京子 Toshinō Kyōko?)
Seiyū: Yuka Ōtsubo
Kyoko es una chica muy alegre y optimista. Siempre logra divertir a sus amigas, aunque muchas veces termina siendo pesada con sus bromas y chistes. En una entrevista por el décimo aniversario de la franquicia, su creador (Namori) señala que ella es la verdadera protagonista de la serie; mientras que, Akari sería la cara de la franquicia. Kyoko sobresale entre las demás por su excelente papel de líder del grupo y de chica despreocupada. Ella está a menudo causando molestias a Yui, qué la golpea si lo hace y persiguiendo a Chinatsu, que le responde con un rechazo o una queja. A pesar de su actitud perezosa, tiene puntuaciones altas en las pruebas estudiando siempre la última noche antes del examen (Ayano usa esa excusa para enojarse y quejarse de ella, aparte de la excusa del club) y es también una talentosa artista de dōjinshi dibujando casi igual cómo ella, asistiendo siempre al Comiket, donde los vende. A ella le gusta muchísimo el helado de ron con pasas y la serie llamada Mirakurun. Ayano está enamorada de ella. Al principio, Kyoko no parece responderle, pero en la tercera temporada no se puede decir qué Kyoko no está del todo interesada. Ella usa a Yui para darle celos a Chinatsu, pero Yui siempre la golpea o le da una queja a Kyoko por hacer eso. Esto hace que sea el personaje con el que más relacionan en la serie.
Yui Funami (船見 結衣 Funami Yui?)
Seiyū: Minami Tsuda
Una chica que a menudo actúa como la voz de la razón. Ella es una chica confiable que vive sola en un complejo de apartamentos a pesar de ser tan joven. Aunque en general es calmada y fría, a veces se echa a reír al escuchar los juegos de palabras de otros personajes, al considerarlos sin sentido. A ella le gustan los videojuegos y el deporte. Ella protege a Chinatsu del constante acoso por parte de Kyoko. Chinatsu está enamorada de ella. Además es una excelente jugadora y era la líder del grupo cuando eran pequeñas.
Chinatsu Yoshikawa (吉川 ちなつ Yoshikawa Chinatsu?)
Seiyū: Rumi Ōkubo
Una chica de pelo rosa que originalmente quería unirse al club de la ceremonia del té, pero terminó por unirse al club de entretenimiento en su lugar. Su aspecto es muy similar a Mirakurun. Chinatsu está enamorada de Yui y constantemente rechaza a Kyoko en sus intentos de mendigarle amor. Ella actúa amable, sobre todo en la presencia de Yui-senpai, sus dibujos son raros y oscuros. Su verdadera personalidad interior es oscura como sus dibujos, pero odia las películas de terror. Un detalle interesante de ella es que cuando le pone esfuerzo en algo termina como si fuera sacado de una pesadilla y cuando no lo hace las cosas quedan increíbles. Chinatsu demostró estar realmente obsesionada con Yui y haría cualquier cosa por conseguir su amor.

### Consejo estudiantil
Rise Matsumoto (松本 りせ Matsumoto Rise?)
Seiyū: Saori Gotō
La actual presidente del consejo estudiantil que tiene muy poca presencia, menos qué Akari (pero no de la misma manera qué Akari ya que no se considera protagonista). Su voz es muy susurrante, por lo cual no muchos la entienden. Nana dice qué la usa para sus experimentos, y es verdad, pero no se sabe la verdadera relación entre las dos. De hecho, Ayano le pregunto a Nana sobre su relación, y Nana dijo qué era algo prohibido, pero después diciendo qué es porqué la usa en experimentos peligrosos y le da pastillas.
Ayano Sugiura (杉浦 綾乃 Sugiura Ayano?)
Seiyū: Saki Fujita
Es la vicepresidenta tsundere del consejo estudiantil. Como buena estudiante, ella constantemente se ve como una rival de Kyoko, que siempre logra vencerla en los exámenes. Ella a menudo no es honesta con sus sentimientos hacia Kyoko, ya que está enamorada de ella. A menudo hace juegos de palabras con nombres de lugares los cuales encuentra graciosos Yui. A ella le gustan los flanes.
Chitose Ikeda (池田 千歳 Ikeda Chitose?)
Seiyū: Aki Toyosaki
Como miembro del consejo de estudiantes, Chitose es casi siempre vista con Ayano. Cada vez que se quita las gafas, tiene fantasías yuri, en su mayoría relacionadas con Kyōko y Ayano, que a menudo conducen a una casi fatal hemorragia nasal. Tiene una gemela llamada Chizuru, habla en dialecto Kansai suave y le gusta el tsukemono, un encurtido japonés de verduras. Chitose quiere mucho a Ayano y desea que ella sea feliz, por lo cual siempre trata de ayudarle en su relación con Kyoko.
Sakurako Ōmuro (大室 櫻子 Ōmuro Sakurako?)
Seiyū: Emiri Katou
Una candidata para vicepresidente del consejo estudiantil del año próximo. Tiene el pelo castaño muy claro, dos ganchos (azul y rojo) y pechos pequeños. Tiene una gran rivalidad con Himawari y, a causa de esto, siempre busca la manera de destacar en cualquier cosa y trata de menospreciarla (insultando de forma constante el busto grande de Himawari), pero en realidad ambas son muy buenas amigas, siendo inseparables desde la infancia. Tiene muchas cosas en común con Kyoko, aun siendo Sakurako más irritante. Ella es protagonista del manga spin-off Oomuro-ke.
Himawari Furutani (古谷 向日葵 Furutani Himawari?)
Seiyū: Suzuko Mimori
Otra candidata para vicepresidente del consejo estudiantil del año próximo. Es la amiga-rival de Sakurako y al igual que ella siempre paran discutiendo en quién es mejor. Es amable, habla de forma femenina y elegante, es muy bonita y tiene una considerable carisma, posee un busto grande (para enojo y envidia de Sakurako). Su único defecto es la rivalidad con Sakurako, que la hace parecer inmadura y tener pocos amigos. Tiene una hermana pequeña llamada Kaede que se parece mucho a ella. Ella tiene pelo azul recogido en trenzas y una vincha negra.

### Familiares
Mari Funami (船見 まり Funami Mari?)
Seiyū: Maaya Uchida
Hija de uno de los familiares de Yui. Es fan de Mirakurun, aunque no tanto después de un incidente con Chinatsu, debido al terrible comportamiento de Chinatsu bajo el telón de una chica mágica, y Kyoko, por haberle enseñado mal cómo es Mirakurun, no haberla regañado por su comportamiento y haberle enseñado mal también los movimientos de transformación y el eslogan de Mirakurun. Es muy seria,y al parecer admira a Yui, ya qué quiere llegar a ser tan fuerte y seria cómo ella.
Chizuru Ikeda (池田 千鶴 Ikeda Chizuru?)
Seiyū: Momo Kuraguchi
La hermana gemela de Chitose que se ve idéntica a ella, excepto por el color y el borde de los ojos, Chizuru tiene una personalidad completamente diferente ya que la catalogan como una persona muy fría y también dejó de usar el dialeco kansai que sigue usando su hermana. Al igual que Chitose, al quitarse sus gafas, fantasea con situaciones yuri entre Chitose y Ayano y babea en lugar de tener hemorragias nasales. 
Akane Akaza (赤座 あかね Akaza Akane?)
Seiyū: Yui Horie
La hermana mayor de Akari, es una estudiante universitaria con 19 años de edad. Ella está secretamente obsesionada con Akari; de hecho, le prohíbe a su hermana entrar a su cuarto con tal de esconder las fotos y cosas privadas de Akari e incluso tener una dakimakura en la cual está dibujada el cuerpo de Akari, aunque ella en realidad se preocupa mucho por su hermana. Su apariencia es bastante parecida a la de Akari, aunque ella tiene pelo mucho más largo y en un tono más oscuro.
Tomoko Yoshikawa (吉川 ともこ Yoshikawa Tomoko?)
Seiyū: Ayano Ishikawa
La hermana mayor de Chinatsu, que está secretamente enamorada de Akane. Ella es la causa de la cual Chinatsu se unió al club de entretenimiento.
Kaede Furutani  (古谷 楓 Furutani Kaede?)
Seiyū: Aya Uchida
La hermana menor de Himawari, tiene 6 años de edad. Ella es muy inocente y calmada. Constantemente se preocupa por su hermana, es muy sensible y sobre todo ha demostrado ser muy inteligente al tener siempre la razón en conversaciones con Sakurako o Chizuru. Tiene las cejas un poco anchas.
Nadeshiko Ōmuro (大室 撫子 Ōmuro Nadeshiko?)
Seiyū: Chiwa Saitō
La hermana mayor de Sakurako, tiene 18 años de edad. Ella también tiene los pechos pequeños como Sakurako, pero ella es más inteligente y calmada que Sakurako. En el anime se sospecha que se encuentra en una relación amorosa con una amiga lo cual se confirma luego en el manga Oomuro-ke. Es la única qué recuerda que hace mucho tiempo Sakurako y Himawari llenaron a medias un formulario de matrimonio, ella es una de las protagonistas del manga spin-off Oomuro-ke junto con Sakurako y Hanako.
Hanako Ōmuro (大室 花子 Ōmuro Hanako?)
Seiyū: Rina Hidaka
La hermana menor de Sakurako. Su pelo es de color castaño. Ella está en escuela primaria. A pesar de sus 8 años es la más seria de las tres hermanas. Al parecer no se lleva bien con Sakurako por su forma escandalosa y descuidada de ser. Por su inteligencia y talento sus compañeras la apodan "Hanako-sama". Con Sakurako y Nadeshiko es protagonista del manga spin-off Oomuro-ke.

### Mirakurun
Mahō shōjo Mirakurun es un popular manga/anime en el mundo de YuruYuri.
Miracle-n (ミラクルん Mirakurun?)
Seiyū: Ayana Taketatsu
La protagonista de la serie.
Rival-n (ライバるん Raibarun?)
Seiyū: Aoi Yūki
Otra chica mágica que compite con Miracle-n.
Ganbo  (ガンボー Ganbō?)
Seiyū: Hikaru Midorikawa
Un robot esférico que es un peón del enemigo de Miracle-n.

### Otros
Nana Nishigaki  (西垣 奈々 Nishigaki Nana?)
Seiyū: Ryōko Shiraishi
La profesora de ciencias que está constantemente probando varios experimentos, usando a menudo a Rise como sujeto de prueba. Ella es una de las pocas personas que pueden entender la voz tranquila de Rise.
Hiro Takaoka  (高岡 ひろ Takaoka Hiro?)
Seiyū: Haruka Yamazaki
Compañera de clases de Akari y Chinatsu, admira los dibujos de Kyoko. Ella es la protagonista de Reset! (り せっ と! Risetto!?), otro manga de Namori.
Shihoko Azuma (東 志帆子 Azuma Shihoko?)
Seiyū: Chinami Hashimoto
La profesora de arte, es amiga de Nana Nishigaki desde la secundaria, desde entonces le gustaría dibujarla pero no se deja, en el manga concluye que el trabajo que presentó Chinatsu cuando enfermó la hizo ganar el premio de arte de la ciudad aunque no entiende muy bien los dibujos de Chinatsu sabe que tiene mucho potencial.
Tsubasa Minamino (南野 つばさ Minamino Tsubasa?)
Seiyū: Yui Watanabe
La profesora de educación física, la profesora está muy interesada en que Yui pertenezca a la selección de atletismo del colegio.
Hatsumi Kitamiya (北宮 初美 Kitamiya Hatsumi?)
Seiyū: Satomi Arai
La profesora de economía doméstica, Hatsumi Kitamiya es una profesora que en su pasado fue muy rebelde, la catalogan como delincuente o Gyaru y que ahora se dedica a educar, aunque suele llamarle la atención a Kyoko no entiende porque se comporta así con ella.
Takane Dezaki (出崎 貴音 Dezaki Takane?)
Seiyū: Rikako Yamaguchi
Una de las compañeras de clase de Chizuru, es amiga de Haruka y está muy interesada en conocer más a Chizuru ya que le parece una chica genial.
Haruka Koyama (小山 遥 Koyama Haruka?)
Seiyū: Satomi Sato
Una de las compañeras de clase de Chizuru, es amiga de Takane, al igual que ella quiere saber más de Chizuru porque le parece una chica genial.

## Media

### Manga
Yuru Yuri empezó su serialización el 18 de junio de 2008 en la revista de manga japonesa Comic Yuri Hime S, publicado por Ichijinsha. En septiembre de 2010, Yuru Yuri se trasladó a Comic Yuri Hime, cuando Comic Yuri Hime S puso fin a su publicación. Hasta el 31 de mayo de 2017, la serie se ha publicado en 15 volúmenes.

#### Volúmenes
| Núm. | Fecha de publicación    | ISBN                   |
| ---- | ----------------------- | ---------------------- |
| 1    | 18 de junio de 2009     | ISBN 978-4-7580-7055-3 |
| 2    | 18 de enero de 2010     | ISBN 978-4-7580-7070-6 |
| 3    | 18 de junio de 2010     | ISBN 978-4-7580-7090-4 |
| 4    | 18 de enero de 2011     | ISBN 978-4-7580-7120-8 |
| 5    | 18 de mayo de 2011      | ISBN 978-4-7580-7147-5 |
| 6    | 18 de junio de 2011     | ISBN 978-4-7580-7150-5 |
| 7    | 28 de julio de 2011     | ISBN 978-4-7580-7145-1 |
| 8    | 23 de julio de 2012     | ISBN 978-4-7580-7200-7 |
| 9    | 26 de julio de 2012     | ISBN 978-4-7580-7203-8 |
| 10   | 1 de junio de 2013      | ISBN 978-4-7580-7251-9 |
| 11   | 1 de febrero de 2014    | ISBN 978-4-7580-7290-8 |
| 12   | 4 de agosto de 2014     | ISBN 978-4-7580-7326-4 |
| 13   | 4 de febrero de 2015    | ISBN 978-4-7580-7390-5 |
| 14   | 18 de enero de 2016     | ISBN 978-4-7580-7520-6 |
| 15   | 31 de mayo de 2017      | ISBN 978-4-7580-7674-6 |
| 16   | 30 de enero de 2018     | ISBN 978-4-7580-7775-0 |
| 17   | 29 de agosto de 2019    | ISBN 978-4-7580-7974-7 |
| 18   | 27 de mayo de 2020      | ISBN 978-4-7580-2114-2 |
| 19   | 23 de diciembre de 2020 | ISBN 978-4-7580-2197-5 |

##### Ohmuroke
| Núm. | Fecha de publicación    | ISBN                   |
| ---- | ----------------------- | ---------------------- |
| 1    | 1 de agosto de 2013     | ISBN 978-4-7580-7249-6 |
| 2    | 4 de agosto de 2014     | ISBN 978-4-7580-7328-8 |
| 3    | 31 de octubre de 2019   | ISBN 978-4-7580-7983-9 |
| 4    | 23 de diciembre de 2020 | ISBN 978-4-7580-2199-9 |

### Anime
Una adaptación al anime de la serie de manga fue anunciada en la edición de mayo de 2011 en Comic Yuri Hime. Producido por Doga Kobo bajo la dirección de Masahiko Ohta, la serie se emitió en TV Tokyo entre el 5 de julio y el 20 de septiembre de 2011 una segunda temporada titulada YuruYuri♪♪ se emitió entre 2 de julio y 17 de septiembre de 2012. Un OVA titulado YuruYuri Nachuyachumi! (ゆるゆり なちゅやちゅみ！?) fue proyectado en cinco cines japoneses el 29 de noviembre de 2014, luego fueron lanzados en Blu-ray y DVD el 18 de febrero de 2015. A diferencia de la serie, el OVA fue animado en TYO Animations en lugar de Doga Kobo, con Hiroyuki Hata reemplazando a Masahiko Ohta como director, Michiko Yokote reemplazando a Takashi Aoshima como guionista y Motohiro Tanaguchi reemplazando al diseñador de personajes Chiaki Nakajima y actuando como jefe de animación. Dos episodios adicionales, titulados YuruYuri Nachuyachumi!+, fueron emitidos 21 de agosto y 18 de septiembre de 2015. Una tercera temporada, titulada YuruYuri San☆Hai!, también producida por TYO Animations, fue emitido entre el 6 de octubre y 21 de diciembre de 2015.
El 4 de agosto de 2023, se anunció que el manga derivado de Ōmuro-ke se adaptará a dos películas de anime, tituladas Ōmuro-ke: Dear Sisters y Ōmuro-ke: Dear Friends, que se estrenarán en 2024. Las películas serán producidas por Passione y Studio Lings y dirigidas por Naoyuki Tatsuwa, con guiones escritos por Masahiro Yokotani, diseños de personajes a cargo de Kazuyuki Ueda y música compuesta por Yūsuke Shirato.